# 3-дегидрохинная кислота
3-Дегидрохи́нная кислота (дегидрохи́нная кислота, по анионной форме называемая также дегидрохинна́т или дегидрохина́т, сокр. англ. DHQ, согласно устаревшему порядку нумерации атомов — 5-дегидрохи́нная кислота) — органическая кислота, первое карбоциклическое соединение шикиматного пути. В природе выявлено и описано два различных пути образования дегидрохинната, то есть существует два варианта начальных этапов шикиматного пути. Являясь промежуточным соединением шикиматного пути, дегидрохиннат представляет собой первичный метаболит и служит предшественником большого числа очень важных соединений. Кроме этого, дегидрохиннат может быть предшественником в биосинтезе микоспоринов и некоторых других соединений.
Дегидрохинная кислота характеризуется относительно невысокой термодинамической стабильностью. В водных растворах при 50 °C и pH = 7 дегидрохинная кислота, а также продукт её дегидратации дегидрошикимовая кислота, в результате реакций дегидратации количественно переходят в протокатеховую кислоту.
Впервые соединение было выделено из культур ауксотрофных мутантов Escherichia coli, об открытии нового соединения было впервые сообщено на 122-м Национальном собрании Американского химического общества в сентябре 1952 года.